# Gamla telegrafen, Vuollerim
Gamla telegrafen i Vuollerim är en byggnad i Vuollerim i Lappland.
Telegrafhuset i Vuollerim uppfördes 1904 som en envånings träbyggnad med rejäl invändig takhöjd för att inrymma ortens telefonväxel och vara bostad för telegrafföreståndarinnan och för byns barnmorska.
Under 1950-talet avvecklades tjänstebostäderna i fastigheten och telefonväxeln fick större utrymme i en sammanslagen avlång sal. Den manuella växel lades ned i november 1968 och Filadelfiaförsamlingen i Jokkmokk övertog därefter byggnaden.
Vuollerims hembygdsförening köpte byggnaden i slutet av 1990-talet, varefter den varit utställnings- och uthyrningslokal. År 2010 restaurerades byggnaden med statligt bidrag, vilket motiverades med att: "Gamla telegrafen i Vuollerim speglar flera epoker i byns historia – som telegraf hör den samman med Vattenfallsepoken. Den välbevarade sekelskiftesbyggnaden är därför en viktig länk i byns historia."

## Källa
- Om Gamla telegrafen i Vuollerim på Norrbottens läns landstings webbplats, läst 2012-11-14